# Франсіско дель Росаріо Санчес
Франсіско дель Розаріо Санчес (9 березня 1817 – 4 липня 1861)  - домініканський адвокат, політик та активіст. Національний герой і батько-засновник Домініканської Республіки. 
Домініканці вважають його за другого лідера Домініканської війни за незалежність 1844 року, після Хуана Пабло Дуарте і Матіаса Рамона Мелли. «Орден За заслуги Санчеса, Дуарте і Мелли» названий на честь цих людей.

## Життєпис
Франсіско дель Розаріо Санчес народився в Санто-Домінго 9 березня 1817 року. Він був сином Олайї дель Розаріо Белен (1791–1849), білої жінки з канарського походження, і Нарцисо Санчес Рамона (1789–1869). Його прізвища перевернуті, тому що його батьки не були одружені під час його народження, одружившись лише у 1819 році. Санчес був первістком з одинадцяти братів, серед яких виділявся журналіст Сокорро Санчес. Санчес був племінником активістки Марії Тринідад Санчес з боку батька.
Його освітою спочатку займалася його мати, а потім і перуанський священник Гаспар Ернандес, який вплинув на патріотичний дух Санчеса. Також його світогляд розвивався під впливом батька, який був частиною руху, за звільнення Домініканської території від гаїтян. Самоучкою він володів французькою та латинською мовами. Він здобув помітну культуру, і його захист як адвоката був чудовий. Санчес замолоду подорожував до США та Європи. Його ідеї були типовою республіканськими, епохи Просвітництва.
У 1843 році Дуарте вирушив у вигнання до Кюрасао через страх бути заарештованим і Санчес взяв на себе керівництво рухом незалежності Тринітарія, та очолював зустрічі групи та розширював контакти з представниками найважливішого соціального у співпраці з Мелла. На початку січня 1844 року Санчес написав маніфест, який було опубліковано 16 січня. 24 лютого тринітаристи обрали Санчеса, командувачем збройними силами в званні полковника.
27 лютого 1844 року, безпосередньо перед проголошенням незалежності, Санчеса було обрано його колегами по Тринітарії (підпільної повстанської організації) командувачем збройними силами і начальником урядової хунти в республіці яка зароджувалася. Це було цілковим визнанням і свідченням його чеснот. Пізніше в ту ж ніч повстанці під керівництвом Санчеса взяли Пуерта-дель-Конде і підняли домініканський прапор, з гаслом «Бог, Батьківщина і Свобода», цим було започатковано Домініканську Республіку.
Після короткого періоду безладдя, у тому ж році Педро Сантана висилає з країни головних архітекторів незалежності. Санчес провів чотири роки в еміграції і нарешті, був помилуваний. Він повернувся до Домініканської Республіки вчасно, щоб побачити, як Сантана запрошує Іспанію знову зайняти країну як колонію. Санчес керував силами які спробували повалити Сантану, але його було захоплено силами Сантани і страчено 4 липня 1861 році.
Санчеса було поховано у мавзолеї Алтар-де-ла-Патрія (Вівтар Батьківщини), біля Графських воріт (Пуерта-дель-Конде) поряд з Дуарте і Меллою, на місці початку війни за незалежність.